# The Haunting of Bly Manor
The Haunting of Bly Manor (bra: A Maldição da Mansão Bly; prt: A Maldição de Bly Manor) é a segunda temporada da série de televisão antológica americana The Haunting, criada por Mike Flanagan para a Netflix. A temporada é baseada principalmente no livro de 1898 The Turn of the Screw, de Henry James. A temporada foi ordenada em 2019 e teve sua estreia em 9 de outubro de 2020, na Netflix.
É a temporada seguinte de The Haunting of Hill House, que acabou criando a antologia The Haunting. A equipe criativa e grande parte do elenco de Hill House retornaram para Bly Manor, mas as narrativas das duas séries não estão conectadas.

## Sinopse
"A trama conta a história de uma jovem governanta contratada por um homem para cuidar de sua sobrinha e sobrinho na casa de campo da família depois que eles caíram sob seus cuidados. Chegando à propriedade de Bly, ela começa a ver aparições que continuam a assombrar o local".

## Elenco e personagens

### Principal
- Victoria Pedretti como Danielle "Dani" Clayton[4][5]
- Oliver Jackson-Cohen como Peter Quint[5][6]
- Amelia Eve como Jamie[5][7]
- T'Nia Miller como Hannah Grose[7]
- Rahul Kohli como Owen Sharma[7]
- Tahirah Sharif como Rebecca Jessel[5]
- Amelie Bea Smith como Flora Wingrave[7]
- Benjamin Evan Ainsworth como Miles Wingrave[7]
- Henry Thomas como Henry Wingrave[8]

### Recorrente
- Carla Gugino como A narradora[9]
- Roby Attal como Edmund "Eddie" O'Mara[10]
- Daniela Dib como "The Lady of the Lake"
- Alex Essoe como Charlotte Wingrave[11]
- Matthew Holness como Dominic Wingrave[12]

### Participação
- Kate Siegel como Viola Willoughby[12]
- Catherine Parker como Perdita Willoughby[7]
- Liam Raymond Dib como o médico[12]
- Kamal Khan como Owen mais velho
- Christie Burke como Flora Wingrave (adulta)
- Thomas Nicholson como Miles Wingrave (adulto)
- Duncan Fraser como Henry mais velho
- Greg Sestero como o noivo

## Episódios
| N.º na série | N.º na temp. | Título                               | Dirigido por                | Escrito por           | Lançamento           |
| --- | ------------ | ------------------------------------ | --------------------------- | --------------------- | -------------------- |
| 11 | 1            | "The Great Good Place"               | Mike Flanagan               | Mike Flanagan         | 9 de outubro de 2020 |
| No norte da Califórnia, 2007, uma mulher comparece a um jantar de ensaio para um casamento. Lá, ela conta a história de uma tutora, que remonta a 1987 em Londres. Dani Clayton é contratada por Henry Wingrave para cuidar de sua sobrinha e sobrinho em sua mansão em Bly. Quando Dani chega na mansão com o cozinheiro, Owen, ela conhece as crianças, Miles e Flora, e a governanta, Hannah Grose. Flora avisa Dani para não sair de seu quarto à noite, mas Dani ignora isso. Ela encontra muitas bonecas espalhados por toda a mansão, um dos quais pertence à tutora anterior, Rebecca Jessel, que supostamente se matou. Hannah descreve as bonecas como uma proteção para Flora. Quando Dani tropeça em uma boneca, ela é trancada no armário de Flora por Miles. Ela entra em pânico e vê um espectro com olhos brilhantes que ela viu repetidamente em um espelho no fundo do armário. Dani é liberada do armário algumas horas depois. Ela percebe passos enlameados entrando na mansão, e quando ela os segue para fora, ela vê Miles e Flora olhando para ela da janela do quarto. |              |                                      |                             |                       |                      |
| 12 | 2            | "The Pupil"                          | Ciarán Foy                  | James Flanagan        | 9 de outubro de 2020 |
| Dani conversa com as crianças sobre trancá-la no armário e conta que, embora as perdoe, não acredita em sua história. Em um flashback de seus dias na escola preparatória, Miles sobe em uma árvore alta e pula, quebrando o braço. O comportamento de Miles na escola preparatória torna-se cada vez mais errático, provocando brigas, matando pequenos animais, e ele acaba sendo expulso. Sugere-se que Miles queria ser expulso, pois ele segura uma carta de Flora que diz "Volte para casa". No presente, Dani faz Flora e Miles fazerem as tarefas da casa, dando um tempo para Hannah e Jamie. Mais tarde, Flora arruma o quarto de Dani e Dani tem um ataque de pânico quando Flora experimenta um par de óculos quebrados que encontra entre as coisas de Dani. Dani corre para fora, lutando para respirar, e onde ela é confortada por Jamie. Miles age irritantemente como um adulto com Dani, o que a assusta. Enquanto brincava de esconde-esconde, Dani descobre uma foto de Rebecca e seu amante. Seu amante é a mesma aparição que Dani viu no parapeito antes, e ele aparece lá novamente. Miles fica inconsciente e distrai Dani do fantasma. Quando Dani está de costas, o fantasma sorri assustadoramente para Miles. |              |                                      |                             |                       |                      |
| 13 | 3            | "The Two Faces, Part One"            | Ciarán Foy                  | Diane Ademu-John      | 9 de outubro de 2020 |
| Um flashback de um ano antes revela que o fantasma que Dani viu antes é Peter Quint, que trabalha com Henry e conhece Rebecca Jessel quando ela é entrevistada para o cargo de tutora. Rebecca chega a Bly Manor com Peter. Eles flertam e começam um relacionamento. Flora dá a Rebecca a boneca que ela fez dela. Peter se torna possessivo com Rebecca e cada vez mais com ciúmes das interações de Rebecca com Owen. A foto que Dani encontrou foi revelada como tendo sido tirada por Peter na ala fechada da casa, e que Hannah desaprovava o relacionamento deles. No presente, a polícia não consegue encontrar Peter no local. Os adultos ficam acordados a noite toda e, supondo que Peter esteja vivo, deduzem que Peter pode não saber que Rebecca está morta e, portanto, pode estar espreitando o terreno. Flora é encontrada perto do lago pela manhã, olhando para o fantasma de Rebecca. Flora e Miles declaram a hora da história e Miles apresenta uma história sobre fantoches que se esqueceram de seu criador e zombaram dele, mas a hora da história termina abruptamente quando o telefone toca para avisá-los que a mãe de Owen havia morrido. Enquanto Jamie sai para dormir, Dani tem um ataque de pânico mais uma vez e grita ao ver o espectro com os olhos brilhantes aparecer diante dela. |              |                                      |                             |                       |                      |
| 14 | 4            | "The Way It Came"                    | Liam Gavin                  | Laurie Penny          | 9 de outubro de 2020 |
| Em flashbacks, Dani está noiva de seu amigo de infância Edmund, apesar de esconder suas reservas e sua sexualidade. Ela se sente pressionada a continuar com o noivado, pois a família de Edmund já a aceitou como uma das suas. Uma noite, durante um encontro, Edmundo percebe que Dani não quer se casar com ele e os dois brigam no carro. Quando Edmund sai do carro com raiva, ele não percebe um caminhão se aproximando que o atropela e o mata. A traumatizada Dani vê o espectro de Edmund pela primeira vez no hospital e planeja deixar o país sem contar a ninguém. A mãe de Edmund visita Dani e lhe dá os óculos de Edmund. Em Bly Manor, Dani opta por não ir ao funeral da mãe de Owen, mas depois se junta ao resto da equipe em uma fogueira. Dani e Jamie vão juntas para a estufa e se beijam, durante o qual Dani se assusta com o espectro de Edmund. Mais tarde naquela noite, Flora e Miles distraem Dani, impedindo-a de ver um espírito feminino vestido de branco vagando pela mansão. Depois de colocar as crianças de volta na cama, Dani volta para a fogueira e queima os óculos de Edmund. |              |                                      |                             |                       |                      |
| 15 | 5            | "The Altar of the Dead"              | Liam Gavin                  | Angela LaManna        | 9 de outubro de 2020 |
| Hannah Grose, em sua memória, vai e volta entre os eventos em diferentes momentos, alguns reais e outros imaginários. Ela volta repetidamente ao dia em que entrevistou Owen pela primeira vez para o cargo de cozinheiro, bem como à noite da fogueira quando ele se ofereceu para levá-la a Paris. Ela também retorna à época em que Rebecca trabalhava na mansão; Hannah desaprova o caso de Rebecca com Peter Quint, a quem ela pega roubando os pertences dos Wingraves. Uma noite, Peter diz a Rebecca que planeja se mudar para a América e a convence a se juntar a ele. Quando Peter sai do quarto de Rebecca, ele é morto pela "Moça do Lago", o fantasma sem rosto vestido de branco. Reencarnando imediatamente como um fantasma, Peter descobre que tem a habilidade de possuir Miles. Voltando à entrevista com Owen, ele avisa que algo está errado com Miles. Isso culmina com Hannah rastreando Miles até a floresta, onde ela o vê falando com Peter. Peter possui Miles e empurra Hannah no poço, matando-a. Hannah olha para o poço quando Dani chega pela primeira vez à mansão, revelando que ela foi morta pouco antes desse momento e tem sido um fantasma desde a chegada de Dani. De volta à fogueira, Hannah concorda em ir a Paris com Owen, apenas para vê-lo ir embora. Hannah vai atrás dele, mas ele desaparece na escuridão. Hannah começa a repetir, sem parar, o que Owen disse a ela na cozinha: "Você é Hannah Grose. O ano é 1987. Você está em Bly. Miles tem dez anos. Flora tem oito." |              |                                      |                             |                       |                      |
| 16 | 6            | "The Jolly Corner"                   | Yolanda Ramke & Ben Howling | Rebecca Leigh Klingel | 9 de outubro de 2020 |
| Flashbacks revelam que Henry estava dormindo com a esposa de seu irmão Dominic, Charlotte, antes de sua morte e é o pai biológico de Flora. Após deduzir isso, Dominic corta os laços com Henry, reafirmando-se como pai de Flora e proibindo Henry de entrar em contato com a família ou colocar os pés em Bly. Dominic e Charlotte viajam para a Índia na tentativa de salvar seu casamento, mas morrem em um acidente. No presente, Henry bebe muito e se recusa a atender as ligações de Dani quando Flora se comporta de forma estranha. À noite, ele liga para a mansão esperando que Flora atenda, mas sempre desliga sem dizer uma palavra. Dani se liga a Jamie e as duas dormem juntas. Enquanto isso, Flora repetidamente "pula de sonho em sonho", relembrando o passado em sonhos com Charlotte e um menino fantasma sem rosto que ela encontrou em seu quarto. Ela também fala com o fantasma de Rebecca, que a visita à noite e é a causa dessas ocorrências. Flora, cansada dos sonhos saltitantes, confronta o fantasma de Rebecca uma noite quando Dani entra de repente em seu quarto. Dani vê o fantasma de Rebecca, assim como o fantasma de Peter no corredor. Enquanto ela tenta fugir com Flora, Miles se aproxima de Dani por trás e a deixa inconsciente. |              |                                      |                             |                       |                      |
| 17 | 7            | "The Two Faces, Part Two"            | Yolanda Ramke & Ben Howling | The Clarkson Twins    | 9 de outubro de 2020 |
| Em flashbacks, o recém-morto Peter aprende a mecânica de ser um fantasma em Bly Manor; ele pode possuir os vivos temporariamente, mas pode fazê-lo permanentemente se for convidado. Se um fantasma permanecer na Mansão Bly por muito tempo, eles perderão sua face junto com seu senso de identidade. Peter se revela como um fantasma para Rebecca e a convence de que eles podem ficar juntos para sempre se ela o convidar para possuí-la. Rebecca concorda com isso, mas Peter entra no lago em seu corpo, afogando-a e tornando-a um fantasma também. Rebecca fica horrorizada e se sente traída por isso, mas Peter a convence de um novo plano: usando o mesmo método, eles possuirão permanentemente Miles e Flora, deixando-os começar uma nova vida juntos. No presente, Peter, Rebecca, Miles e Flora amarram e amordaçam Dani no sótão enquanto os fantasmas executam seu plano. Miles e Flora aparentemente os convidaram a entrar, deixando Peter e Rebecca possuí-los permanentemente. Quando Hannah os chama, Peter, no corpo de Miles, a distrai e a leva ao poço onde a matou, forçando-a a aceitar que ela é um fantasma. No sótão, Flora revela que ela e Rebecca apenas fingiram realizar a posse total e que o fantasma de Rebecca ainda está separado. Flora liberta Dani, que tenta escapar da mansão com ela. Na saída, Dani é atacada pela Moça do Lago. |              |                                      |                             |                       |                      |
| 18 | 8            | "The Romance of Certain Old Clothes" | Axelle Carolyn              | Leah Fong             | 9 de outubro de 2020 |
| Séculos atrás, o dono da mansão Bly, Willoughby, faleceu, deixando suas duas filhas órfãs, Viola e Perdita. Viola arranja um casamento com seu primo distante, Arthur Lloyd, para desgosto de Perdita, que também desenvolveu sentimentos por Lloyd. Depois de dar à luz uma filha Isabel, Viola adoeceu com uma doença pulmonar. Durante a visita de um padre, Viola recusa os seus últimos ritos, insistindo que "não vai embora". Ela fica cada vez mais amarga e zangada à medida que sua doença piora e fica isolada da família, frequentemente saindo de seu quarto em busca de sua filha. Perdita, não sendo mais capaz de tolerar o agravamento da condição de sua irmã, sufoca Viola até a morte e se casa com Arthur logo depois. Tendo se recusado a deixar a Terra após a morte, o espírito de Viola está preso em um grande baú no solar, cheio de vestidos e joias que ela deixou para Isabel. As finanças de Arthur diminuem e, correndo o risco de perder a casa, Perdita abre o baú, na esperança de vender a herança de Isabel para mantê-los à tona. O espírito de Viola emerge e mata Perdita. Ao encontrar o cadáver de Perdita, Arthur teme que o baú seja amaldiçoado e o afunda no lago da propriedade antes de partir com Isabel. Viola se torna a Moça do Lago, emergindo da água à noite para procurar sua filha na mansão e matando qualquer pessoa em seu caminho, sua memória desaparecendo completamente junto com seu rosto ao longo dos séculos.                                               |              |                                      |                             |                       |                      |
| 19 | 9            | "The Beast in the Jungle"            | E. L. Katz                  | Julia Bicknell        | 9 de outubro de 2020 |
| Enquanto Viola puxa Dani pela garganta, ela é interceptada por Flora. O fantasma de Viola, cujo único propósito é procurar sua filha, carrega Flora até o lago para afogá-la. Dani então salva Flora, deixando o fantasma de Viola habitar seu corpo, liberando todas as almas anteriormente presas que morreram na casa ao longo dos séculos. Henry retorna para Bly Manor para criar os filhos como seus na América, enquanto Owen e Jamie encontram o corpo de Hannah no poço. Dani e Jamie partem para a América para começar uma vida juntas e eventualmente ficam noivas. Após cinco anos, Dani começa a ver o reflexo de Viola e teme que sua aparência possa prejudicar Jamie. Durante sua visita ao restaurante de Owen na França, ele revela que Flora e Miles não se lembram dos eventos em Bly Manor e só têm lembranças felizes. Dani acorda uma noite com a mão em volta do pescoço de Jamie. Sem arriscar a vida de Jamie, Dani retorna a Bly Manor e se afoga no lago, tomando o lugar de Viola. A contadora de histórias, uma Jamie agora de meia-idade, termina a história e desfruta da recepção de casamento de uma Flora agora adulta, com Miles, Owen e Henry. Em seu quarto de hotel, Jamie espera na porta, na esperança de se reunir com o fantasma de Dani, que cuida dela enquanto ela adormece. |              |                                      |                             |                       |                      |

## Produção

### Desenvolvimento
Em uma entrevista para a Entertainment Weekly em outubro de 2018, sobre o tópico The Haunting of Hill House, Flanagan disse: "Não quero especular muito sobre a segunda temporada até que a Netflix, Paramount e Amblin nos digam se querem uma. O que direi, porém, é que [...] a história da família Crain está contada. Está feito."
Em 21 de fevereiro de 2019, a Netflix encomendou uma segunda parcela da série, tornando-a uma antologia intitulada The Haunting. A segunda série, intitulada The Haunting of Bly Manor, é baseada em The Turn of the Screw de Henry James. Embora sirva como uma continuação de The Haunting of Hill House, Bly Manor é uma história independente e que não haveria "nenhuma ligação dramática entre The Haunting of Bly Manor e sua antecessora." Embora a fonte proeminente para a adaptação seja The Turn of the Screw, a temporada também adapta (alguns mais vagamente) vários trabalhos de James, alguns dos quais nunca tinham sido adaptados anteriormente incluindo The Romance of Certain Old Clothes e The Jolly Corner.

### Casting
Victoria Pedretti e Oliver Jackson-Cohen voltam como novos personagens: Pedretti no papel de Dani, "uma governanta que cuida de duas crianças incomuns", e Jackson-Cohen retrata Peter, "um sujeito charmoso". Henry Thomas, Carla Gugino, Kate Siegel, e Catherine Parker também retornaram para Bly Manor.

### Filmagens
The Haunting of Bly Manor entrou em produção em 30 de setembro de 2019, e encerrado em 21 de fevereiro de 2020, menos de um mês antes do início da pandemia de COVID-19.

## Recepção

### Resposta da crítica
No Rotten Tomatoes, The Haunting of Bly Manor tem uma classificação de 88% com base em 98 comentários, com uma classificação média de 7.33/10. O consenso dos críticos diz: "Pode não ser tão assustador quanto seu antecessor, mas com muitos truques assustadores dentro de seus corredores assombrados e um forte senso de coração, The Haunting of Bly Manor é outra entrada sólida na crescente horrorografia de Mike Flanagan." No Metacritic, The Haunting of Bly Manor recebeu uma pontuação de 63 de 100 com base em 18 resenhas críticas, indicando "resenhas geralmente positivas".

### Prêmios e indicações
| Premiação                    | Categoria                                                | Indicado (a)              | Resultado | Referência    |
| ---------------------------- | -------------------------------------------------------- | ------------------------- | --------- | ------------- |
| Critics' Choice Super Awards | Melhor série de terror                                   | The Haunting of Bly Manor | Indicado  | [ 29 ] [ 30 ] |
| Critics' Choice Super Awards | Melhor Atriz em Série de Terror                          | T'Nia Miller              | Indicado  | [ 29 ] [ 30 ] |
| Critics' Choice Super Awards | Melhor Atriz em Série de Terror                          | Victoria Pedretti         | Indicado  | [ 29 ] [ 30 ] |
| GLAAD Media Awards           | Melhor Série Limitada ou Antológica                      | The Haunting of Bly Manor | Indicado  | [ 31 ]        |
| Satellite Awards             | Melhor série de televisão                                | The Haunting of Bly Manor | Venceu    | [ 32 ]        |
| Saturn Awards                | Melhor apresentação de televisão (menos de 10 episódios) | The Haunting of Bly Manor | Pendente  | [ 33 ]        |